# سهل‌آباد (نهبندان)
سهل‌آباد مرکز دهستان سهل‌آباد و روستایی در بخش سرداران شهرستان نهبندان استان خراسان جنوبی ایران است.

## جمعیت
براساس سرشماری مرکز آمار ایران در سال ۱۳۹۵،این روستا ۱۸۷ نفر (در ۵۴ خانوار) جمعیت دارد.